# Campionati mondiali di duathlon long distance
La World Triathlon ha organizzato dal 1997 al 2018, 20 edizioni dei Campionati mondiali di duathlon long distance (Duathlon World Long Distance Championships), con le sole eccezioni del 2009 e del 2010, anni in cui la rassegna non si è tenuta. Si disputano con cadenza annuale.
La competizione si snoda in tre prove, senza soluzione di continuità, in questa sequenza: una frazione podistica, una frazione ciclistica ed infine un'altra frazione podistica.
Le distanze sono corrispondenti al doppio di quelle previste nella distanza del duathlon classico. Il duathlon più difficile al mondo è il Powerman Zofingen, in Svizzera. Ha 10 km di corsa su sentieri di montagna, seguiti da 150 km di mountain bike che includono la famosa ascesa di Bodenburg ed infine 30 km di corsa su sentieri caratterizzati da dislivelli importanti.
Nel 2009, la federazione ha cancellato il campionato del mondo a causa della mancanza di città ospitante.

## Albo d'oro

### Uomini
| Edizione | Anno | Oro                    | Argento           | Bronzo                |
| -------- | ---- | ---------------------- | ----------------- | --------------------- |
| I        | 1997 | Urs Dellsperger        | Daniël Keller     | Olivier Bernhard      |
| II       | 1998 | Olivier Bernhard       | René Rovera       | Pierre-Alain Frossard |
| III      | 1999 | Olivier Bernhard (2)   | Daniel Keller     | Felix Martinez        |
| IV       | 2000 | Benny Vansteelant      | Felix Martinez    | Marino Vanhoenacker   |
| V        | 2001 | Benny Vansteelant (2)  | Felix Martinez    | Huub Maas             |
| VI       | 2002 | Huub Maas              | Stefan Riesen     | Jurgen Dereere        |
| VII      | 2003 | Stefan Riesen          | Benny Vansteelant | Huub Maas             |
| VIII     | 2004 | Greg Watson            | Sergio Rodriguez  | Nico Huyberechts      |
| IX       | 2005 | Benny Vansteelant (3)  | Marcel Zamora     | Mark McKay            |
| X        | 2006 | Benny Vansteelant (4)  | Koen Maris        | Joerie Vansteelant    |
| XI       | 2007 | Joerie Vansteelant     | Javier García     | Koen Maris            |
| XII      | 2008 | Joerie Vansteelant (2) | Bart Aernouts     | Lino Barruncho        |
| nd       | 2009 | nd                     | nd                | nd                    |
| nd       | 2010 | nd                     | nd                | nd                    |
| XIII     | 2011 | Joerie Vansteelant (3) | Thibaut Humbert   | Andreas Sutz          |
| XIV      | 2012 | Joerie Vansteelant (4) | Rob Woestenborghs | Søren Bystrup         |
| XV       | 2013 | Rob Woestenborghs      | Andre Moser       | Michael Wetzel        |
| XVI      | 2014 | Gaël Le Bellec         | Yannick Cadalen   | Søren Bystrup         |
| XVII     | 2015 | Gaël Le Bellec (2)     | Seppe Odeyn       | Søren Bystrup         |
| XVIII    | 2016 | Seppe Odeyn            | Felix Köhler      | Søren Bystrup         |
| XIX      | 2017 | Maxim Kuzmin           | Seppe Odeyn       | Søren Bystrup         |
| XX       | 2018 | Gaël Le Bellec (3)     | Yannick Cadalen   | Felix Köhler          |

### Donne
| Edizione | Anno | Oro                   | Argento               | Bronzo              |
| -------- | ---- | --------------------- | --------------------- | ------------------- |
| I        | 1997 | Natascha Badmann      | Susanne Nedergaard    | Debbie Nelson       |
| II       | 1998 | Lori Bowden           | Susanne Rufer         | Debbie Nelson       |
| III      | 1999 | Debbie Nelson         | Alena Peterkova       | Ariane Gutknecht    |
| IV       | 2000 | Edwige Pitel          | Dolorita Fuchs-Gerber | Irma Heeren         |
| V        | 2001 | Karin Thürig          | Erika Csomor          | Christiane Söder    |
| VI       | 2002 | Karin Thürig (2)      | Edwige Pitel          | Lenka Ilavská       |
| VII      | 2003 | Fiona Docherty        | Erika Csomor          | Bella Comerford     |
| VIII     | 2004 | Ulrike Schwalbe       | Yvonne van Vlerken    | Erika Csomor        |
| IX       | 2005 | Erika Csomor          | Ulrike Schwalbe       | Annaleah Emmerson   |
| X        | 2006 | Yvonne van Vlerken    | Catriona Morrison     | Andrea Ratkovic     |
| XI       | 2007 | Catriona Morrison     | Michelle Lee          | Yvonne van Vlerken  |
| XII      | 2008 | Catriona Morrison (2) | Mariska Kramer        | Ulrike Schwalbe     |
| nd       | 2009 | nd                    | nd                    | nd                  |
| nd       | 2010 | nd                    | nd                    | nd                  |
| XIII     | 2011 | Melanie Burke         | Eva Nyström           | Erika Csomor        |
| XIV      | 2012 | Eva Nyström           | Lucy Gossage          | May Kerstens        |
| XV       | 2013 | Eva Nyström (2)       | Julia Viellehner      | Ruth Brennan Morrey |
| XVI      | 2014 | Emma Pooley           | Eva Nyström           | Laura Hrebec        |
| XVII     | 2015 | Emma Pooley (2)       | Julia Viellehner      | Susanne Svendsen    |
| XVIII    | 2016 | Emma Pooley (3)       | Nina Brenn            | Susanne Svendsen    |
| XIX      | 2017 | Emma Pooley (4)       | Miriam Van Reijen     | Katrin Esefeld      |
| XX       | 2018 | Petra Eggenschwiler   | Melanie Maurer        | Antonina Reznikov   |

### Medagliere
| Pos. | Paese         | Oro | Argento | Bronzo |    |
| ---- | ------------- | --- | ------- | ------ | -- |
| 1    | Belgio        | 10  | 6       | 5      | 21 |
| 2    | Svizzera      | 8   | 8       | 5      | 21 |
| 3    | Regno Unito   | 6   | 3       | 3      | 12 |
| 4    | Francia       | 4   | 5       | 0      | 9  |
| 5    | Nuova Zelanda | 3   | 0       | 2      | 5  |
| 6    | Paesi Bassi   | 2   | 3       | 5      | 10 |
| 7    | Svezia        | 2   | 2       | 0      | 4  |
| 8    | Germania      | 1   | 4       | 5      | 10 |
| 9    | Ungheria      | 1   | 2       | 2      | 5  |
| 10   | Stati Uniti   | 1   | 0       | 2      | 3  |
| 11   | Russia        | 1   | 0       | 0      | 1  |
| 11   | Canada        | 1   | 0       | 0      | 1  |
| 13   | Spagna        | 0   | 5       | 1      | 6  |
| 14   | Lussemburgo   | 0   | 1       | 0      | 1  |
| 14   | Rep. Ceca     | 0   | 1       | 0      | 1  |
| 16   | Danimarca     | 0   | 0       | 7      | 7  |
| 17   | Portogallo    | 0   | 0       | 1      | 1  |
| 17   | Slovenia      | 0   | 0       | 1      | 1  |
| 17   | Israele       | 0   | 0       | 1      | 1  |